# Golf vid olympiska sommarspelen 1900
Vid olympiska sommarspelen 1900 avgjordes två grenar i golf och hölls mellan 2 och 3 oktober 1900 på en golfbana i Compiègne. Antalet deltagare var tjugotvå tävlande från fyra länder.

## Medaljfördelning
| Pl. | Nation         | Guld | Silver | Brons | Totalt |
| --- | -------------- | ---- | ------ | ----- | ------ |
| 1   | USA            | 2    | 1      | 1     | 4      |
| 2   | Storbritannien | 0    | 1      | 1     | 2      |

## Medaljörer

### Herrar
| Gren                    | Guld              | Silver                           | Brons                          |
| Individuell Detaljer... | Charles Sands USA | Walter Rutherford Storbritannien | David Robertson Storbritannien |

### Damer
| Gren                    | Guld                | Silver               | Brons           |
| Individuell Detaljer... | Margaret Abbott USA | Pauline Whittier USA | Daria Pratt USA |

## Deltagande nationer
Totalt deltog tjugotvå golfare från fyra länder vid de olympiska spelen 1900 i Paris.
- Frankrike (9)
- Storbritannien (4)
- Grekland (1)
- USA (8)